# Gaia Bassani Antivari
Gaia Bassani Antivari (sinh ngày 8 tháng 7 năm 1978) là một vận động viên trượt tuyết núi cao , người đã thi đấu cho Azerbaijan tại Thế vận hội mùa đông 2010, và 2014.
Trước đây cô từng thi đấu cho Grenada và cố gắng thi đấu cho họ tại Thế vận hội Mùa đông 2002. Tuy nhiên, cô không thể vì GOA đã không nộp giấy tờ. Cô đã rút khỏi Slalom của Thế vận hội Olympic mùa đông 2014 do chấn thương nghiêm trọng chỉ ba ngày trước cuộc đua.